# Teoría de jerarquía financiera
En finanza corporativa, la teoría de jerarquía financiera (o modelo de jerarquía financiera) postula que el costo de financiar aumenta con información asimétrica.
La financiación proviene de tres fuentes, fondos internos, deuda y nuevo capital. Las compañías priorizan sus fuentes de financiar, primero prefiriendo financiación interna, y luego deuda, finalmente levantando capital como "último recurso". De ahí: la financiación interna es usada primero; cuándo esta se agota, entonces la deuda es emitida; y cuándo ya no es razonable emitir más deuda, se emite capital. Esta teoría mantiene que los negocios se adhieren a una jerarquía de fuentes de financiamiento y preferir la financiación interna cuándo se dispone, y la deuda es preferida sobre nuevo capital si la financiación externa es requerida (capitalización significaría emitir participaciones qué 'atraería propiedad externa dentro de la compañía'). Entonces, la forma de deuda que una empresa escoge puede actuar como señal de su necesidad para financiamento externo.
La teoría de jerarquía financiera es popularizada por Myers y Majluf (1984) dónde  argumentan que la capitalización bursátil es uno de los menos preferidos para levantar capital porque cuando los directores ejecutivos (quiénes siempre asumen saber mejor sobre la verdadera condición de la empresa que los inversores) emiten nuevo capital, los inversores creen que los directores ejecutivos creen que la empresa está sobrevalorada y por lo tanto se aprovechan de esa sobre-valoración. Como resultado, los inversionistas asignarán un valor más bajo a la nueva emisión de acciones.
La teoría del orden jerárquico fue sugerida por primera vez por Donaldson en 1961 y fue modificada por Stewart C. Myers y Nicolas Majluf en 1984. Establece que las empresas priorizan sus fuentes de financiamiento (desde el financiamiento interno hasta el capital social) de acuerdo con el costo de financiamiento, prefiriendo el capital social como medio de financiamiento de último recurso. Por lo tanto, los fondos internos se utilizan primero, y cuando se agotan, se emite deuda, y cuando no es sensato emitir más deuda, se emiten acciones. 